# Ernesto Martínez Hernández
Ernesto Martínez Hernández   (província de Matanzas, 20 de novembre de 1951 - Pedro Betancourt, 7 de gener de 2007) fou un jugador de voleibol cubà que va competir durant les dècades de 1970 i 1980.
El 1972 va prendre part en els Jocs Olímpics d'Estiu de Múnic, on fou desè en la competició de voleibol. Quatre anys més tard, als Jocs de Mont-real, va guanyar la medalla de bronze en la mateixa competició. El 1980, a Moscou, disputà els seus tercers, i darrers, Jocs Olímpics, on aconseguí la setena posició en el torneig de voleibol.
En el seu palmarès també destaca una medalla de bronze al Campionat del Món de voleibol de 1978, tres medalles d'or (1971, 1975 i 1979) i una de plata (1983) als Jocs Panamericans i tres medalles d'or als Jocs Centreamericans i del Carib (1974, 1978 i 1982).